# Makokou
Makokou is een stad (milieu urbain, ville) en gemeente (commune) en de hoofdstad van de provincie Ogooué-Ivindo van Gabon. Makokou heeft ca. 20.000 inwoners en heeft een eigen luchthaven.
Direct ten zuiden van de stad ligt het Nationaal park Ivindo, natuurerfgoed dat sinds 2021 werd toegevoegd aan de UNESCO werelderfgoedlijst.